# Гулу
Гулу (фр. Gouloux) насеље је и општина у источном делу централне Француске у региону Бургоња, у департману Нијевр која припада префектури Шато Шенон (град).
По подацима из 2011. године у општини је живело 192 становника, а густина насељености је износила 8,75 становника/km². Општина се простире на површини од 21,94 km². Налази се на средњој надморској висини од 552 метара (максималној 702 m, а минималној 462 m).

## Демографија
| 1962. | 1968. | 1975. | 1982. | 1990. | 1999. | 2011. |
| ----- | ----- | ----- | ----- | ----- | ----- | ----- |
| 234   | 243   | 205   | 201   | 215   | 195   | 192   |

График промене броја становника у току последњих година